# Grandes Distilleries de Charleroi
Grandes Distilleries de Charleroi (GDC), ook bekend als stokerij Depasse, werd in Charleroi opgericht in 1946 door Fernand Depasse. Het bedrijf levert vooral aan de horeca en supermarkten.

## Geschiedenis
Fernand Depasse baatte vanaf 1906 een winkel in algemene voedingsmiddelen uit onder de naam Les Magasins Vers l' Avenir. Na een tijdlang koloniale waren verhandeld te hebben, richtte hij zich specifiek op de koffie en de jenever. In 1946 werd de stokerij door hem opgericht in een nieuw pand aan de Rue des Verreries, met als doel jenever en gedistilleerde dranken te produceren. Zijn zoon, Fernand jr., startte al vlak voor de Tweede Wereldoorlog met de verkoop van Pernod Fils pastis.

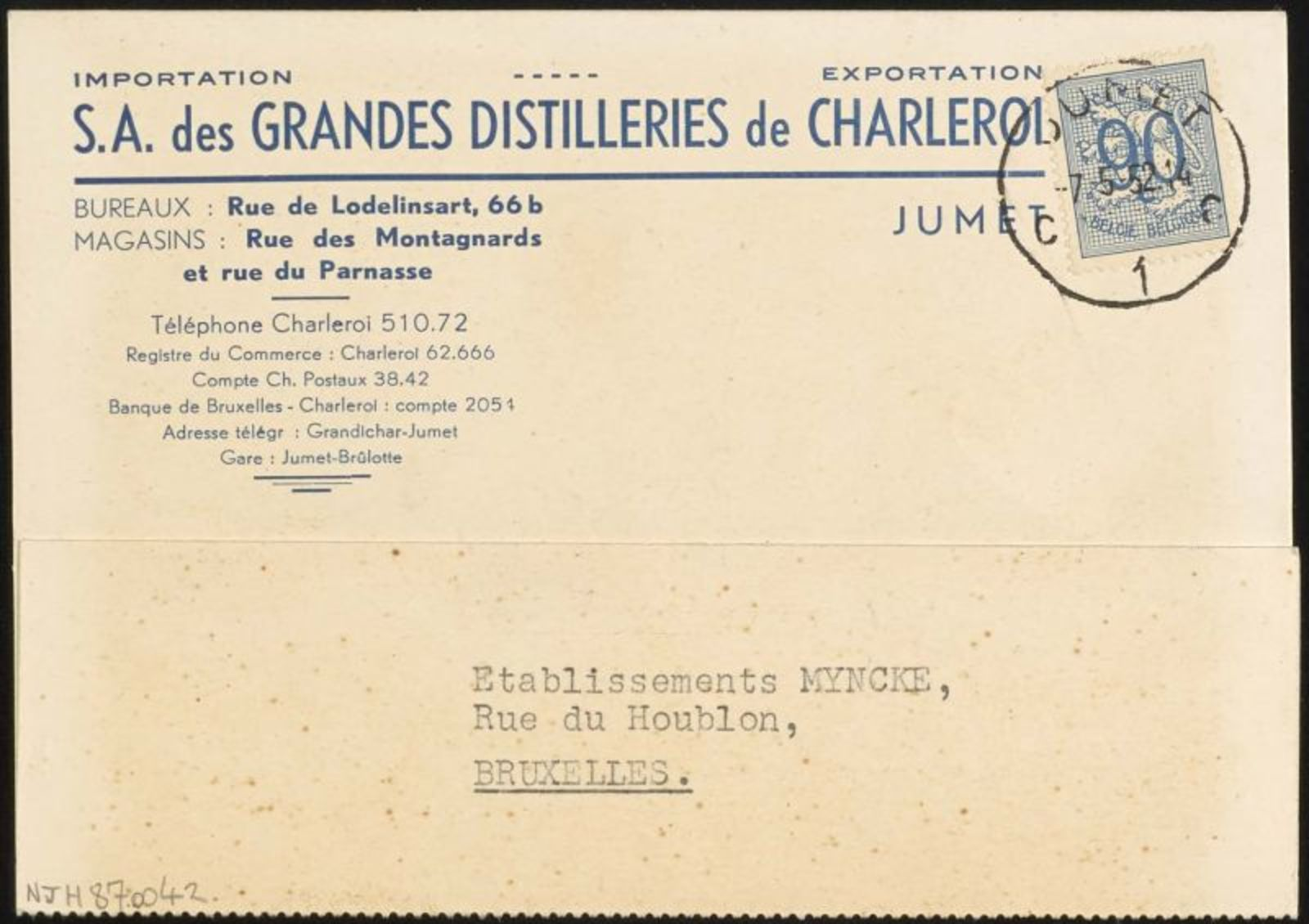
Briefkaart 'Grandes Distillerie de Charleroi te Jumet' uit 1952

In 1971 kwamen Philippe en Paul, de zonen van Fernand jr., de bedrijfsleiding versterken. In 1976 nam het bedrijf de bottelarij van Distilleries Associées Belges over. In de jaren 1980 besloot Philippe in onderaanneming te produceren voor grote retailers. Nu vormt deze dienst de kernactiviteit van het bedrijf. In de jaren 1990 ontstond 'Funny', een assortiment van alcoholvrije dranken.
Vanwege de groeiende vraag richtte Jeneverstokerij Depasse in 1988 een exportafdeling op. GDC biedt ook zijn diensten aan voor wie eigen sterke dranken, wijnen, cocktails of alcoholvrije dranken wil maken. GDC is IFS-gecertificeerd en beschikt over biologische certificaten.
In 2020 produceerde GDC ontsmettingsgel deie vervolgens werd geschonken aan Belgische ziekenhuizen vanwege de coronapandemie.
In 2023 is GDC een van de grootste Waalse spelers en belangrijkste Belgische ondernemingen in de sector van gedistilleerde dranken.

## Producten
De jeneverstokerij biedt een breed scala aan producten, waaronder:
| Jenevers | Likeuren |
| --- | --- |
| - Jenever - Genièvre Dep's extra spécial 30° - Jenever - Genièvre Vieux Dep's 38° - Jenever - Genièvre du Pays Noir 35°-38° - De Vissersborrel – Pékèt blanc du Pêcheur 35° - De Vissersborrel – Le petit blanc du Pêcheur 25° - Pékèt de Wallonie 30°-35° | - La Pompadour vieille liqueur à l'orange - Pastis Provençal - Amer Oriental - Marignan Apéritif - Apéritif Valentin - Liqueurs Fruits du Paradis - Funny Light 0° - Framboise sauvage de Chrysale 18° - Mandarine Joséphine 38° - Koogaï apéritif 17° |